# Берта од Бургундије
Берта од Бургундије (964 - 16. јануар 1010) је била француска краљица, друга супруга Роберта II Побожног. 

## Биографија

### Породица
Берта је била ћерка бургундског краља Конрада и његове супруге Матилде, ћерке француског краља Луја IV и Герберге од Саксоније. Име је добила по својој баби по оцу, Берти од Швабије. Најпре је била удата за Ода I од Блоа. Удала се око 983. године. Имали су неколико деце, укључујући и Ода II. 

### Удаја
Након смрти свог првог супруга, Берта се 996. године удала за свога рођака, француског краља Роберта II Побожног. Роберт је претходно био ожењен Розалом од Италије, ћерком Беренгара Иврејског. Међутим, из овог брака он није имао потомака, будући да му је супруга била знатно старија. Роберт и Розала су годинама живели одвојено. Након развода, Розала се повукла у Фландрију, где је умрла 1003. године. 

### Развод
Иго Капет се супротстављао браку Роберта и Берте. Он се прибојавао да је превише блиско крвно сродство међу супружницима могло изазвати политичке проблеме, најпре отпор цркве, као значајног фактора. Брак је стога закључен тек након Игове смрти октобра 996. године. Роберт је био једини Игов наследник. Против брака Берте и Роберта побунила се и папска курија. Игови страхови показали су се оправданим. Најпре је француског краља екскомуницирао папа Гргур V, а потом и папа Силвестер II. Услед отпора црквене средине, Роберт је био принуђен да се разведе од Берте 1000. године. Потом се Роберт по трећи пут оженио. Трећа супруга била му је Констанца од Арла. Берта је живела до 1010. године. У тренутку смрти имала је 46 година.

## Галерија
- Екскомуникација Роберта Побожног, Жан-Пол Лоренс, 1875.
- Берта Бургундијска, Карл Жаслин